# Drapetis pusilla
Drapetis pusilla is een vliegensoort uit de familie van de Hybotidae. De wetenschappelijke naam van de soort is voor het eerst geldig gepubliceerd in 1859 door Loew.